# Méry-la-Bataille
Méry-la-Bataille és un municipi francès, situat al departament de l'Oise i a la regió dels Alts de França. L'any 2007 tenia 623 habitants.

## Demografia

### Població
El 2007 la població de fet de Méry-la-Bataille era de 623 persones. Hi havia 216 famílies de les quals 44 eren unipersonals (12 homes vivint sols i 32 dones vivint soles), 64 parelles sense fills, 88 parelles amb fills i 20 famílies monoparentals amb fills.
La població ha evolucionat segons el següent gràfic:
Habitants censats

### Habitatges
El 2007 hi havia 239 habitatges, 222 eren l'habitatge principal de la família, 9 eren segones residències i 8 estaven desocupats. 238 eren cases i 1 era un apartament. Dels 222 habitatges principals, 167 estaven ocupats pels seus propietaris, 48 estaven llogats i ocupats pels llogaters i 7 estaven cedits a títol gratuït; 6 tenien dues cambres, 32 en tenien tres, 69 en tenien quatre i 115 en tenien cinc o més. 178 habitatges disposaven pel capbaix d'una plaça de pàrquing. A 95 habitatges hi havia un automòbil i a 105 n'hi havia dos o més.

### Piràmide de població
La piràmide de població per edats i sexe el 2009 era:
| Homes | Edats   | Dones |
| ----- | ------- | ----- |
| 0     | 95 o +  | 0     |
| 0     | 90 a 94 | 0     |
| 0     | 85 a 89 | 0     |
| 0     | 80 a 84 | 4     |
| 20    | 75 a 79 | 4     |
| 8     | 70 a 74 | 8     |
| 16    | 65 a 69 | 8     |
| 4     | 60 a 64 | 16    |
| 8     | 55 a 59 | 12    |
| 16    | 50 a 54 | 20    |
| 24    | 45 a 49 | 8     |
| 36    | 40 a 44 | 20    |
| 16    | 35 a 39 | 32    |
| 24    | 30 a 34 | 32    |
| 8     | 25 a 29 | 4     |
| 12    | 20 a 24 | 16    |
| 24    | 15 a 19 | 32    |
| 24    | 10 a 14 | 24    |
| 24    | 5 a 9   | 20    |
| 4     | 0 a 4   | 4     |

## Economia
El 2007 la població en edat de treballar era de 415 persones, 310 eren actives i 105 eren inactives. De les 310 persones actives 283 estaven ocupades (169 homes i 114 dones) i 27 estaven aturades (8 homes i 19 dones). De les 105 persones inactives 22 estaven jubilades, 38 estaven estudiant i 45 estaven classificades com a «altres inactius».

### Ingressos
El 2009 a Méry-la-Bataille hi havia 222 unitats fiscals que integraven 627 persones, la mediana anual d'ingressos fiscals per persona era de 15.689 €.

### Activitats econòmiques
Dels 11 establiments que hi havia el 2007, 1 era d'una empresa extractiva, 1 d'una empresa alimentària, 2 d'empreses de construcció, 1 d'una empresa d'hostatgeria i restauració, 1 d'una empresa financera, 1 d'una empresa immobiliària, 1 d'una empresa de serveis i 3 d'empreses classificades com a «altres activitats de serveis».
Dels 3 establiments de servei als particulars que hi havia el 2009, 1 era un paleta, 1 fusteria i 1 agència immobiliària.
L'únic establiment comercial que hi havia el 2009 era una fleca.
L'any 2000 a Méry-la-Bataille hi havia 12 explotacions agrícoles que ocupaven un total de 1.008 hectàrees.

## Equipaments sanitaris i escolars
El 2009 hi havia una escola elemental integrada dins d'un grup escolar amb les comunes properes formant una escola dispersa.

## Poblacions més properes
El següent diagrama mostra les poblacions més properes.